# Wonderland (McFly)
Wonderland è il secondo album che ha raggiunto la prima posizione nelle classifiche della pop-rock band McFly, successore del loro album precedente più venduto Room on the 3rd Floor. È stato realizzato in Gran Bretagna il 29 agosto 2005. Quest'ultimo album però è velocemente finito fuori dalle classifiche e non ha neanche lontanamente eguagliato le vendite fatte al loro debutto.

## Produzione
A Wonderland collaborarono 60 pezzi d'Orchestra, che suonarono anche nel The Wonderland Tour 2005.
"Ultraviolet" era precedentemente chiamato"Summer Girls" e fu trovata sulla demo originale dei McFly. 
"Memory Lane" e "I've Got You" si erano diffuse su internet ma erano demo versions diverse da quelle realizzate per l'album.
"I've Got You" è stata registrata in parte a New Orleans.
"The Ballad Of Paul K" è stata ispirata dalla canzone dei Supertramp "Give A Little Bit". Paul K era una persona che Dougie conosceva a scuola, anche se la canzone non parla di lui.
La canzone dei The Who "Substitute" si dice abbia influenzato la canzone di Wonderland "Nothing".

## Singoli
L'album include il singolo numero uno del Comic Relief, "All About You".
Il secondo singolo uscito da Wonderland fu "I'll Be OK", che fu la loro quarta numero 1 posizione nelle classifiche bretoni.
Il terzo singolo estratto dall'album fu 'I Wanna Hold You' e fu realizzato nel Regno Unito nel 17 ottobre 2005. Raggiunse la terza posizione delle classifiche.
Il quarto singolo estratto dall'album era una doppia A-side Ultraviolet/The Ballad of Paul K, che fu realizzata il 12 dicembre, 2005. Arrivò alla posizione numero 9 nella classifica della Gran Bretagna, la quale fu la loro posizione peggiore fino ad ora.

## Distribuzione
Un Digipak dell'album è stato messo a disposizione - l'album nella confezione Limited Edition.

## Tracce
1. I'll Be OK – 3:24 -  (Tom Fletcher, Danny Jones, Dougie Poynter)
2. I've Got You – 3:18 -   (Tom Fletcher, Danny Jones, Graham Gouldman)
3. Ultraviolet – 3:56 -  (Tom Fletcher, Danny Jones)
4. The Ballad Of Paul K - – 3:17 -  (Tom Fletcher, Danny Jones, Dougie Poynter)
5. I Wanna Hold You – 2:59 -  (Tom Fletcher, Danny Jones, Dougie Poynter)
6. Too Close For Comfort – 4:37 -  (Tom Fletcher, Danny Jones, Dougie Poynter)
7. All About You – 3:06 -  (Tom Fletcher)
8. She Falls Asleep [Part 1] – 1:43 -  (Tom Fletcher)
9. She Falls Asleep [Part 2] – 4:11 -  (Tom Fletcher, Harry Judd, Dougie Poynter)
10. Don't Know Why – 4:20 -  (Danny Jones, Vicky Jones)
11. Nothing – 3:50 -  (Tom Fletcher, Danny Jones, Dougie Poynter)
12. Memory Lane – 4:40 -  (Tom Fletcher, James Bourne)

## Posizioni nella classifica Inglese
| Posizione | 1 | 6 | 15 | 23 | 37 | 41 | 41 | 40 | 31 | 39 | 49 | 60 | 61 | 63 | 57 | 50 | 57 |